# Sven Schmid
Sven Schmid (* 21. ledna 1978 Johannesburg, Jihoafrická republika) je bývalý německý sportovní šermíř, který se specializoval na šerm kordem. Německo reprezentoval v prvních letech nového tisíciletí. Na olympijských hrách startoval v roce 2004 a v soutěži jednotlivců vypadl v osmifinále. V roce 2009 se stal mistrem Evropy v soutěži jednotlivců. S německým družstvem kordistů získal v roce 2004 bronzovou olympijskou medaili.